# Nughedu San Nicolò

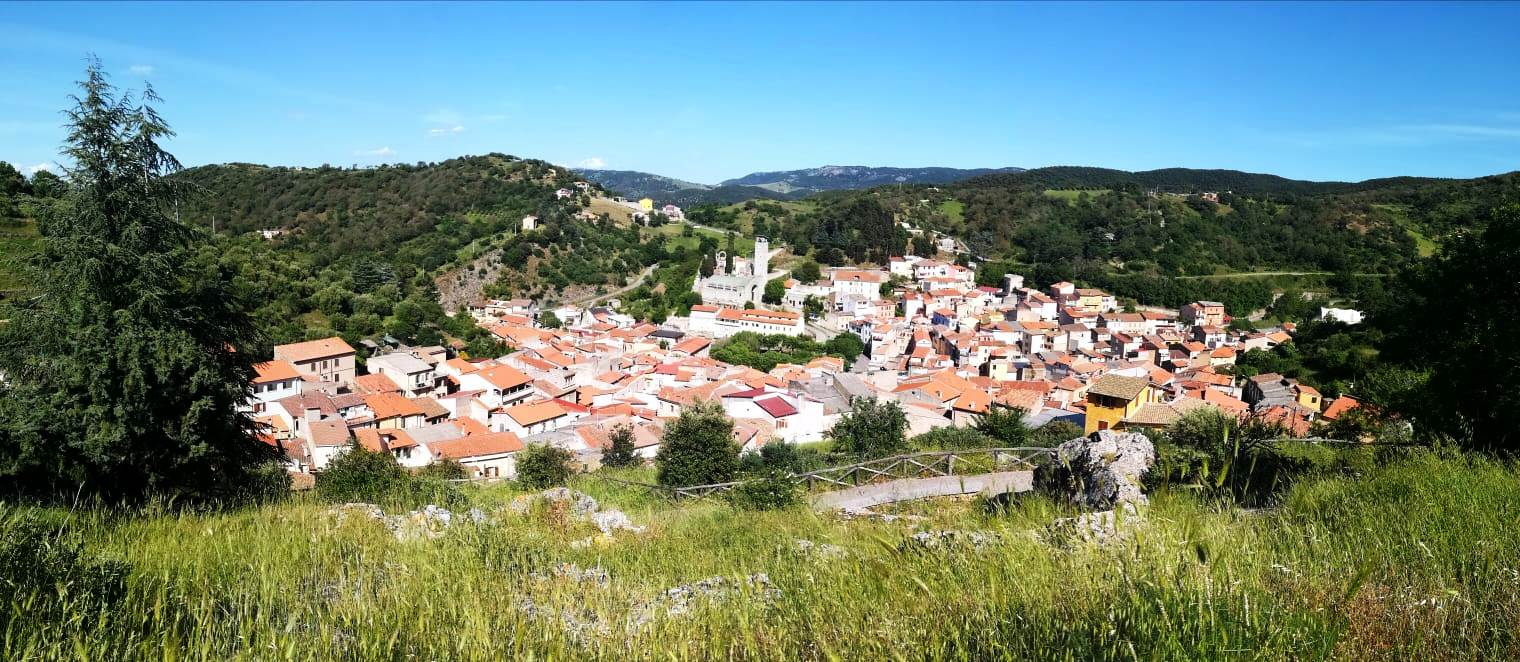
Widok miejscowości od strony kościoła Św. Antoniego

Nughedu San Nicolò – miejscowość i gmina we Włoszech, w regionie Sardynia, w prowincji Sassari.
Według danych na grudzień 2019 roku gminę zamieszkiwały 783 osoby, około 15 os./km². Graniczy z Anela, Bono, Bonorva, Bultei, Ittireddu, Ozieri i Pattada.
Zabytki: kościół św. Antoniego Pustelnika; kościół św. Sebastiana; kościół św. Piotra Apostoła;